# يعقوب الصراف
يعقوب رياض الصراف (مواليد 1961) هو سياسي لبناني. ولد في بلدة منيارة في قضاء عكار، شمال لبنان.
نشأ في عائلة مسيحية أرثوذكسية عربية، حصل على درجة في الهندسة المدنية والهندسة المعمارية من [[الجامعة الأميركية في بيروت]. تنقل في عمله بين فرنسا ولبنان واليونان قبل أن يتم تعيينه محافظا لبيروت في عام 1999. وفي عام 2003 أصبح محافظا لجبل لبنان.
كان مقرّبا من الرئيس إميل لحود الذي عينه وزيرا للبيئة في حكومة فؤاد السنيورة التي تشكلت في يوليو 2005.
شغل منصب وزير الدفاع بصفة مؤقتة بعد تعرّض الياس المر لمحاولة اغتيال فاشلة في 12 يوليو 2005.
قدم استقالته من مجلس الوزراء يوم 11 نوفمبر 2006، ولكن الرئيس فؤاد السنيورة رفض قبول الاستقالة.
عين وزيرا الدفاع في الحكومة الأولى في عهد الرئيس العماد ميشال عون والتي يرأسها سعد الحريري يوم 18-12-2016